# موسی بلاغی
موسی (خان) بلاغی، روستایی از توابع بخش جوکار شهرستان ملایر در استان همدان ایران است. این روستا توسط دهیاری و شورای روستا اداره میشود.این روستا قنات های بزرگ 
و گسترده دارد و کوهستانی است.

## جمعیت
این روستا در دهستان ترک شرقی قرار دارد و براساس سرشماری مرکز آمار ایران در سال ۱۳۹۵، جمعیت آن ۳۶۱ نفر (۱۱۷خانوار) بوده‌است و در سال «۱۴۰۰» ۵۲۳ نفر اعلام شد.